# James Bond 007: Nightfire
James Bond Nightfire is een actiespel voor Xbox, PlayStation 2, PC en Nintendo Gamecube van EA Games. In het spel speelt de gebruiker de rol van geheim agent James Bond, geïnspireerd op Pierce Brosnan, die de wereld moet gaan redden van de ondergang.
Het spel bevat verschillende elementen uit de klassieke Bondfilms, zoals dates met mooie vrouwen en actiescènes.

## Personages

### Bondgenoten
- James Bond (M.I.6)
- Dominique Paradis (Franse geheime dienst)
- Zoe Nightshade (C.I.A.)
- Alura McCall (Australische geheime dienst)

### Vijanden
- Raphael Drake
- Armitage Rook
- Alexander Mayhew
- Kiko Hayashi

## Wapens

### Pistolen
- Wolfram PP7 (gebaseerd op Walther PPK)
- Gouden Wolfram PP7
- Wolfram P2K (gebaseerd op Walther P99)
- Gouden Walther P2K
- Kowloon Type 40 (gebaseerd op Glock 17)
- Kowloon Type 80 (MP)
- Raptor Magnum (gebaseerd op Desert Eagle .357 Magnum)
- Raptor Magnum 50(gebaseerd op Desert Eagle .50 AE)
- Golden Gun (MP)

### Machinegeweren
- Deutsche M9K (gebaseerd op Heckler & Koch MP5K)
- Storm M32 (gebaseerd op Ruger MP9)
- SG5 Commando (gebaseerd op SIG SG 550)
- Advanced Individual Munition System-20 (AIMS-20) (gebaseerd op Heckler & Koch XM29 OICW)

### Overig
- Korsakov K5 Verdovingspistool (gebaseerd op Heckler & Koch P11)
- Frinesi Automatic 12 (gebaseerd op Franchi SPAS-12)
- Snipergeweer (gebaseerd op Accuracy International AWM)
- Sneeuwsniper (gedempt)
- Militek Mark 6 multigranaatlanceerder (gebaseerd Milkor MGL)
- AT-420 Senitel (camera-geleid)
- AT-600 Scorpion (hittezoekend)
- Kruisboog
- Phoenix Samurai Lasergeweer

### Explosieven
- Handgranaat
- Flitsgranaat
- Rookbom
- Zware Granaat (van 5 tot 30 s tijd)
- Afstandsmijn
- Laser trip bom

## Gadgets
- Schoksleutel (autosleutels)
- Horlogelaser
- Grijphaak (vermomd als telefoon)
- Mini-Camera + aansteker
- Zichtversterkingsbril (infrarood en hittezicht)
- Pen met verdovingspijlen
- Q-worm
- Decoder
- Phoenix Ronin
- Phillishave Scheerapparaat

## Voertuigen
- Aston Martin V12 Vanquish
- Gevechtsvliegtuig
- Jungle SUV
- Aston Martin V12 Vanquish Onderzeeër
- Sneeuwski

## Fan remake
In 2013 zijn fans van de originele game begonnen met het namaken van de PC versie naar de Source engine. De game moet op Steam verkrijgbaar worden onder de naam Nightfire: Source.